# Yevgeny Minayev
Pour les articles homonymes, voir Minayev.
Yevgeny Gavrilovich Minayev (en russe : Евгений Гаврилович Минаев), né le 21 mai 1933 à Kline et mort le 8 décembre 1993 à Kline, est un haltérophile soviétique.

## Palmarès

### Jeux olympiques
- Melbourne 1956
  -  Médaille d'argent en moins de 60 kg.
- Rome 1960
  -  Médaille d'or en moins de 60 kg.

### Championnats du monde
- Téhéran 1957
  -  Médaille d'or en moins de 56 kg.
- Stockholm 1958
  -  Médaille d'argent en moins de 60 kg.
- Vienne 1961
  -  Médaille d'argent en moins de 60 kg.
- Budapest 1962
  -  Médaille d'or en moins de 60 kg.

### Championnats d'Europe
- Stockholm 1958
  -  Médaille d'or en moins de 60 kg.
- Milan 1960
  -  Médaille d'or en moins de 60 kg.
- Vienne 1961
  -  Médaille d'argent en moins de 60 kg.
- Budapest 1962
  -  Médaille d'or en moins de 60 kg.

### Championnats d'URSS
- Sept titres de champion d'URSS en moins de 60 kg (1957, 1958, 1959, 1961, 1963, 1965, 1966).